# アメリカ合衆国議会議事堂

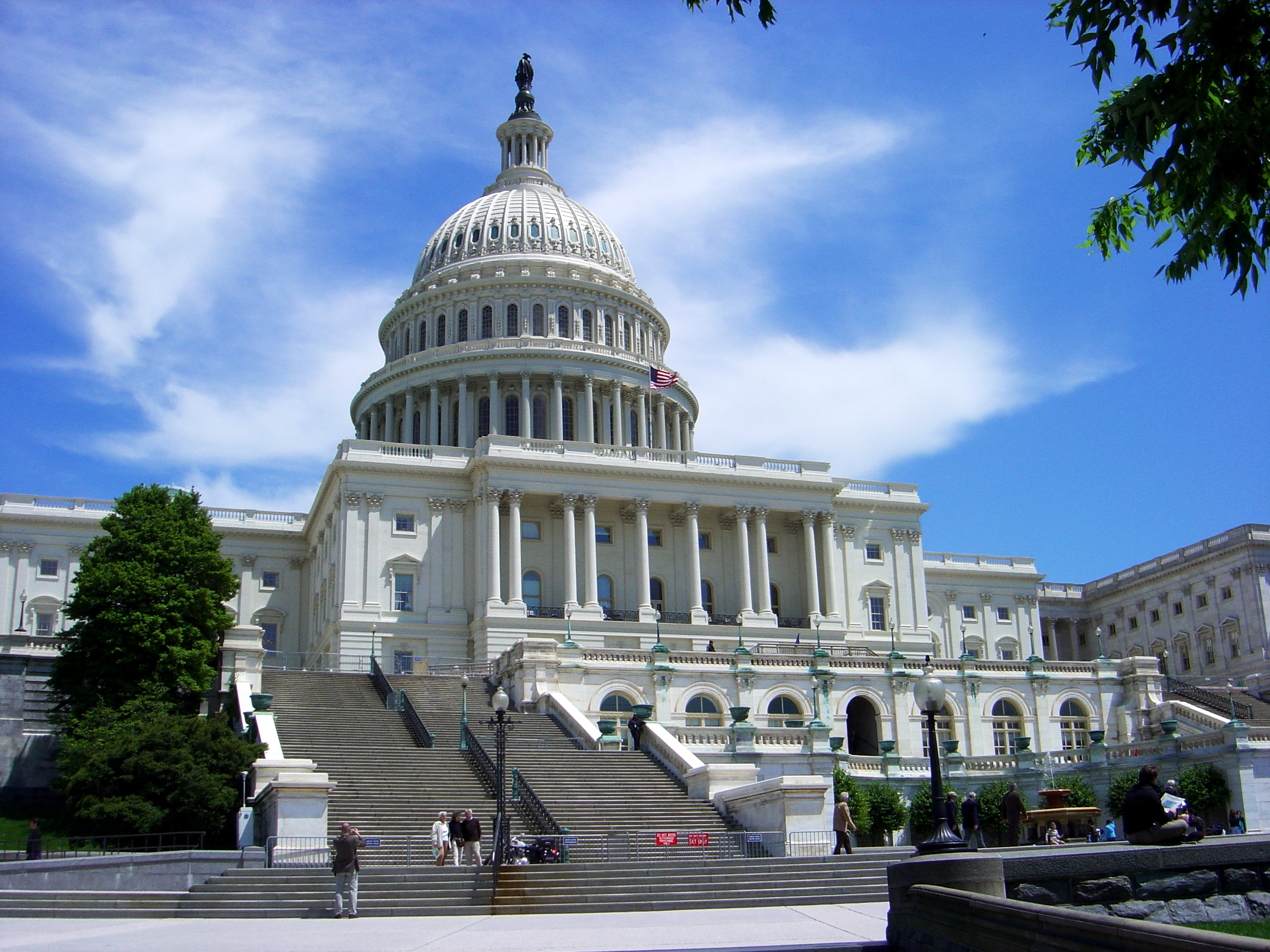
議事堂の正面（西側）

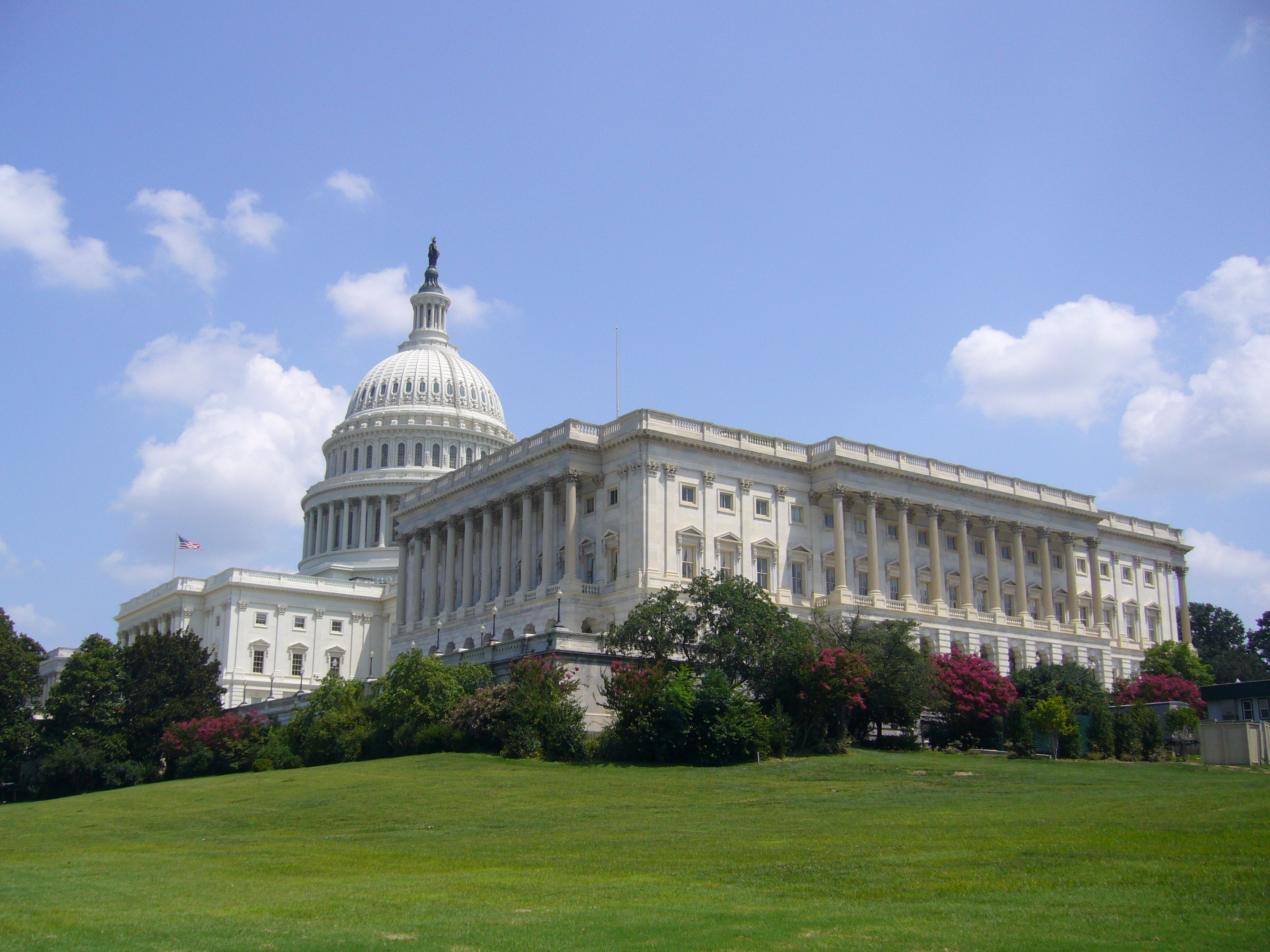
南西から

アメリカ合衆国議会議事堂（アメリカがっしゅうこくぎかいぎじどう、英: United States Capitol）は、アメリカ合衆国議会の議事堂。地理的にはワシントンD.C.のやや東部に位置するが、首都の中心とみなされ、ワシントンD.C.の住所の東西南北は議事堂を基準に定められている。高さ88m（288フィート）、直径29m（96フィート）の巨大なドームが特徴的な新古典主義建築である。議事堂（キャピトル）を囲む一帯の住宅街や地域名はキャピトル・ヒル（Capitol Hill）と呼ばれている。

## 名称
英語の「Capitol」（キャピトル）は古代ローマの「カンピドリオの丘（ラテン語: Capitolinus Mons）」に由来している。また各州の議会も「State Capitol」と呼ばれる。

## 沿革
大陸会議・連合会議の議事堂

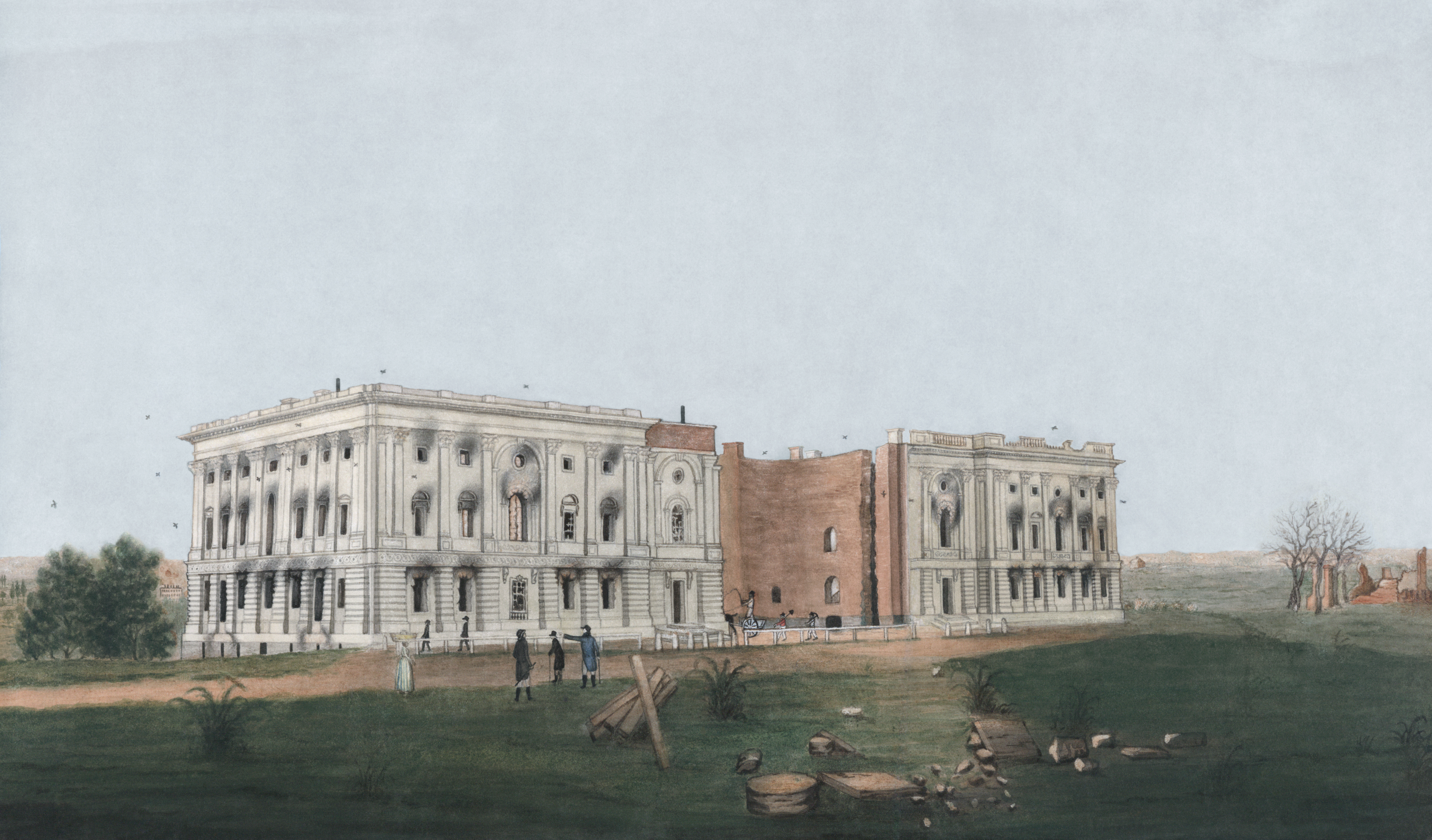
米英戦争で破壊された後の議事堂（1814年頃の図）

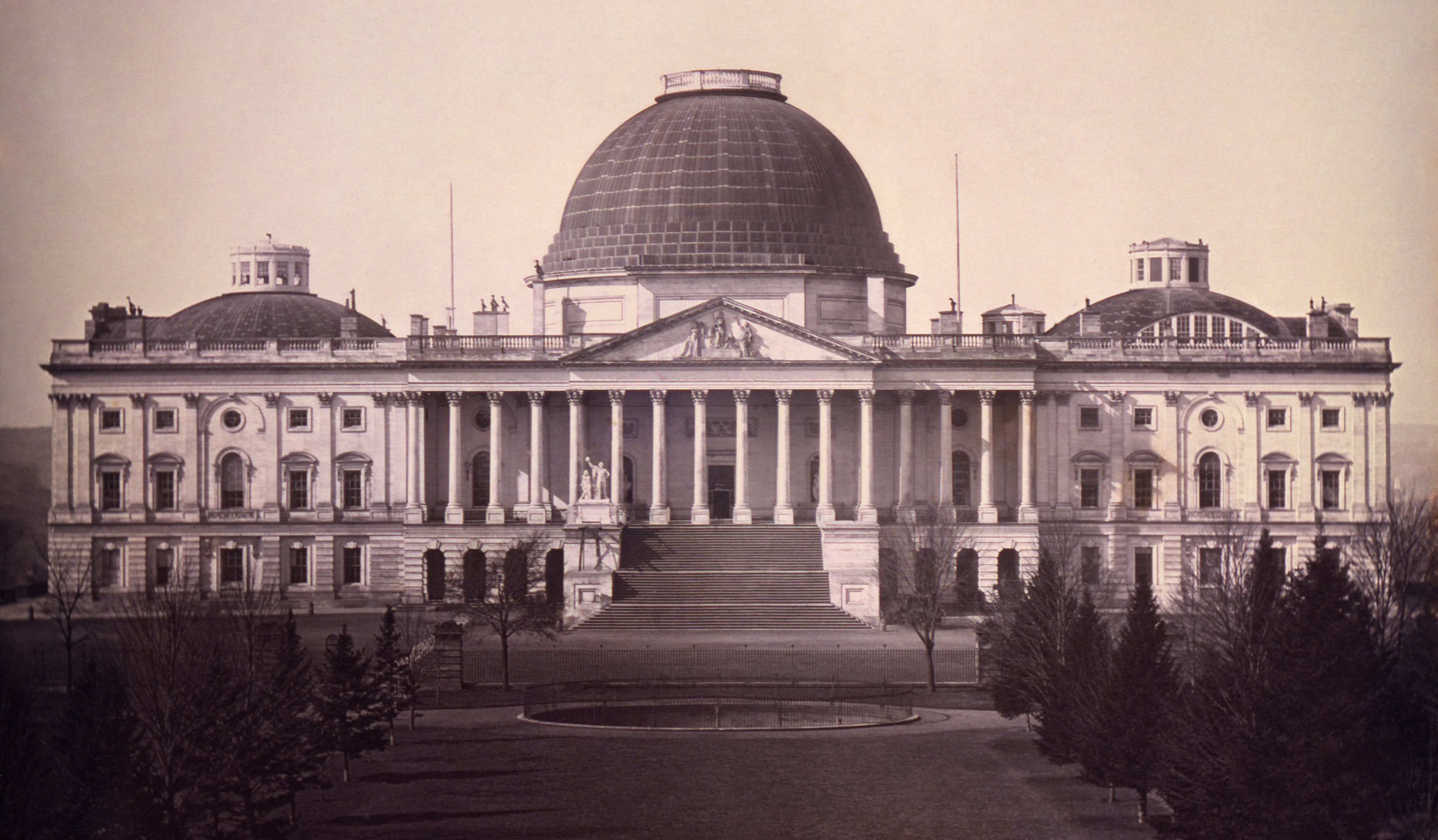
1846年撮影の議事堂（現在の東側正面の中央部分にあたる）

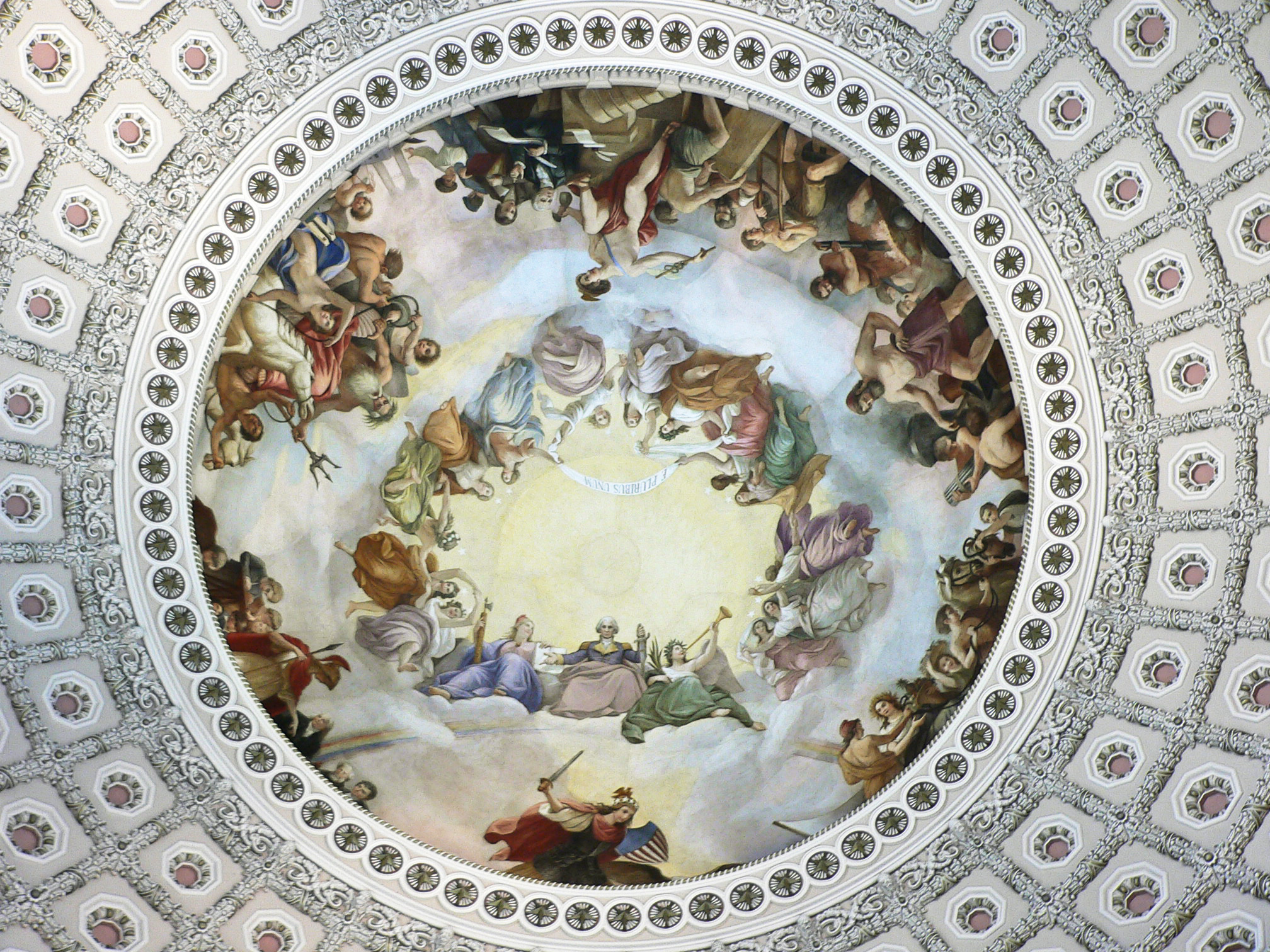
ロタンダのドームに描かれた初代大統領ジョージ・ワシントンを描いた天井画『ワシントンの神格化』

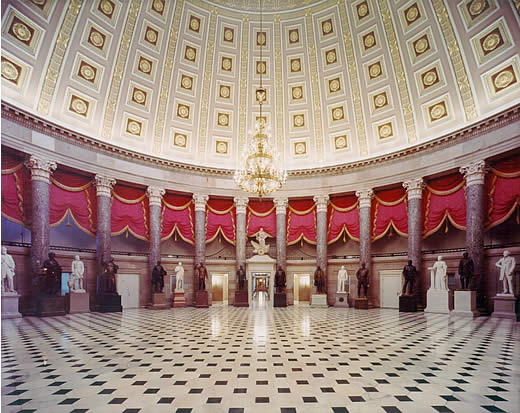
国立彫像ホール・コレクション

1774年 - 1785年の間に、13植民地の代表が集まった会議場が当時の連邦首都とみなされている。ペンシルベニア州フィラデルフィアのカーペンターズ・ホールや、メリーランド州アナポリスの現在州議会議事堂として使用されている建物が、各州代表者の議会議事堂として使用された。
1 - 2代目の合衆国議事堂
アメリカ合衆国憲法の下でのアメリカ合衆国議会の議事堂としては、正確には3代目である。１代目として1789年～1790年はニューヨークのフェデラル・ホールが、２代目として1790年 - 1800年はフィラデルフィアのコングレス・ホールが使用された。
議事堂の建設
現在の議事堂の建設は、初代議事堂建築監ウィリアム・ソーントン（Dr. William Thornton）の設計により1793年に開始され、初代大統領となるジョージ・ワシントンが棟上式を行ったことで知られている。議事堂建設の多くは黒人奴隷が使用されたといわれている。当初は大工をヨーロッパから募集する予定だったが思うように集まらず、奴隷や元奴隷の黒人達が材木を切り、レンガを焼き、石を積む建設作業の大半を担った。
上院側は1800年に完成し、下院側は1811年に完成する。アメリカ合衆国議会の議事堂として最初に使用されたのは1800年11月17日からの通常会期である。
米英戦争のイギリス軍のワシントンD.C.攻撃によって1814年に一部が焼失したが、1815年に再建が始まり、1830年には終了した。再建工事中には、旧ブリック国会議事堂が臨時の議事堂として使用された。
大規模な拡張
アメリカ合衆国の加盟州も議員数も19世紀には大きく増えたため、議事堂は1850年代に両翼を大規模に拡張された。この際にも黒人奴隷が建設に使役された。この際にドームも立てなおされた。もともとロタンダの上にあった円形ドームは再建途上の1818年に材木を組み合わせてできたものだったが、拡張後の議事堂のサイズに比べると小さすぎた。
拡張計画の責任者だったトーマス・U・ウォルターはパリの廃兵院のマンサード屋根を参考に、従来の木製ドームの三倍の高さで直径も30m大きい、鋳鉄でできたウェディングケーキ状のドームを設計した。廃兵院のドーム同様、内部は二重になっており、内側の石造ドームには天頂に大きな天窓をあけ、その向こうに外側ドームを支える鋳鉄の肋骨材（リブ）から吊るされたジョージ・ワシントンを賛美する天井画が見えるようになっている。
ドーム上には円形構造が設置され、その上に1863年に「フリーダム」(自由の像)と名づけられた高さ19と1/2フィート（6m）のブロンズの巨大な女神像が置かれた。ドームは1855年に着工し、1866年に完成した。
その後の拡張
ドームは計画より巨大になったため、今度は1828年建設の東翼の柱廊（ポルチコ）が小さく見えるようになった。このため、1904年に議事堂の東正面棟が改築された。しかし、議事堂には巨大化した合衆国議会の機能のすべてを収容する大きさはないため、上下両院議員オフィスは道路を挟んだ南北に建設された議会オフィスビル群に分散している。アメリカ合衆国最高裁判所は、1935年まで東正面棟や地下階など議事堂各所で会合を開いていた。この増築で取り外された柱はアメリカ国立樹木園に移された。
1960年12月19日、議事堂はアメリカ合衆国国定歴史建造物に指定された。
2000年6月には議事堂ビジターセンターの起工式が執り行われ、2008年に完成した。2014年からドームの大規模改修が約50年ぶりに行われた（2017年に完了）。
2007年に調査されたアメリカ人の好きな建築物で6位にランクインしている。

## 構造

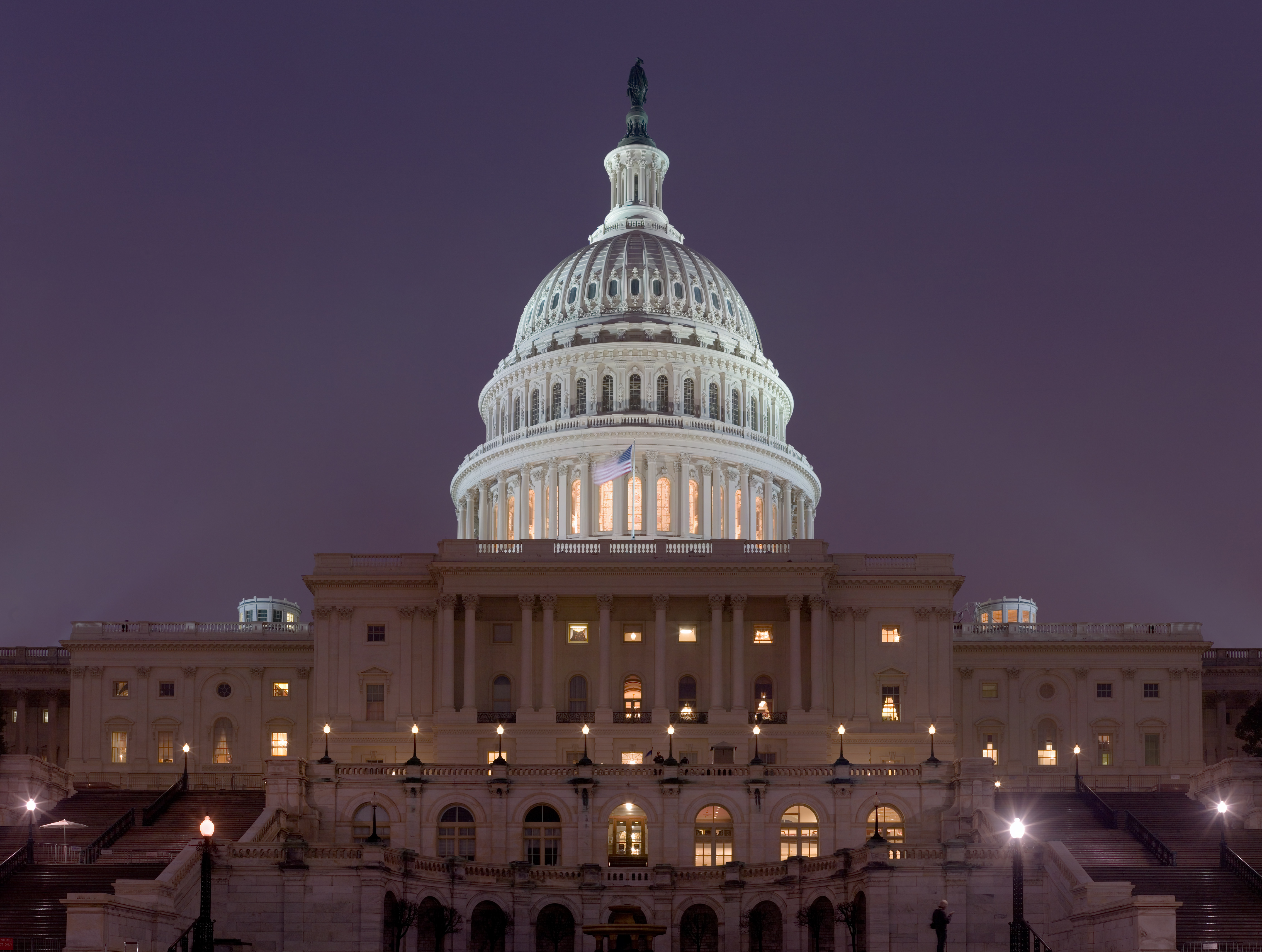
ライトアップされたドーム（西側）

議事堂には西側と東側の二つの正面がある。このうち、東側の正面が来館者や高官らの入口として当初は想定されていたが、現在は両方が正面である。
ドームとロタンダを中央に、正面右手（南側）が下院の棟で、左手（北側）上院の棟である。議事堂のすべての部屋名には「S」（Senate、上院）か「H」（House、下院）の区別が表示されているが、これはドーム下の大空間であるロタンダの南（下院側）にあるか北（上院側）にあるかで決まっている。

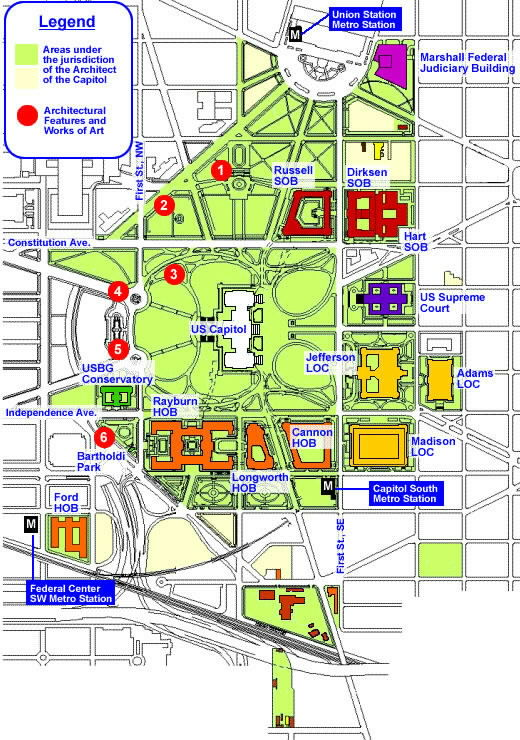
議事堂とその周辺の議会ビルの配置

議事堂の建つ区画（キャピトル・グラウンドと呼ばれる1平方キロメートルあまりの芝生の公園）は、北はコンスティテューション・アヴェニュー、南はインディペンデンス・アヴェニューという大通りで囲まれているが、その大通り沿いに建つ議会オフィスビル群の部屋名にもすべて南北別に「HOB」（House Office Building、下院ビルディング）と「SOB」（Senate Office Building、上院ビルディング）の表示がつけられている。さらに、議事堂と南北の大通りをはさんだ両議会のオフィスビル群とは長いトンネルで結ばれ、トンネル内は地下鉄がシャトル運転して議員や職員、来訪者が行き来しており（アメリカ合衆国議会地下鉄）、非常時には避難路ともなる。
ワシントンD.C. の住所には全て、NE、NW、SE、SW （北東、北西、南東、南西）がつけられているが、これも議事堂のロタンダを中心としている。議事堂はワシントン市街の中心ではなくやや東寄りになるため、4つの区域の面積は同じにならない。
下院の議場には、アメリカのみならず世界の歴史上有名な立法者の浮き彫り肖像が時計回りに設置されている。

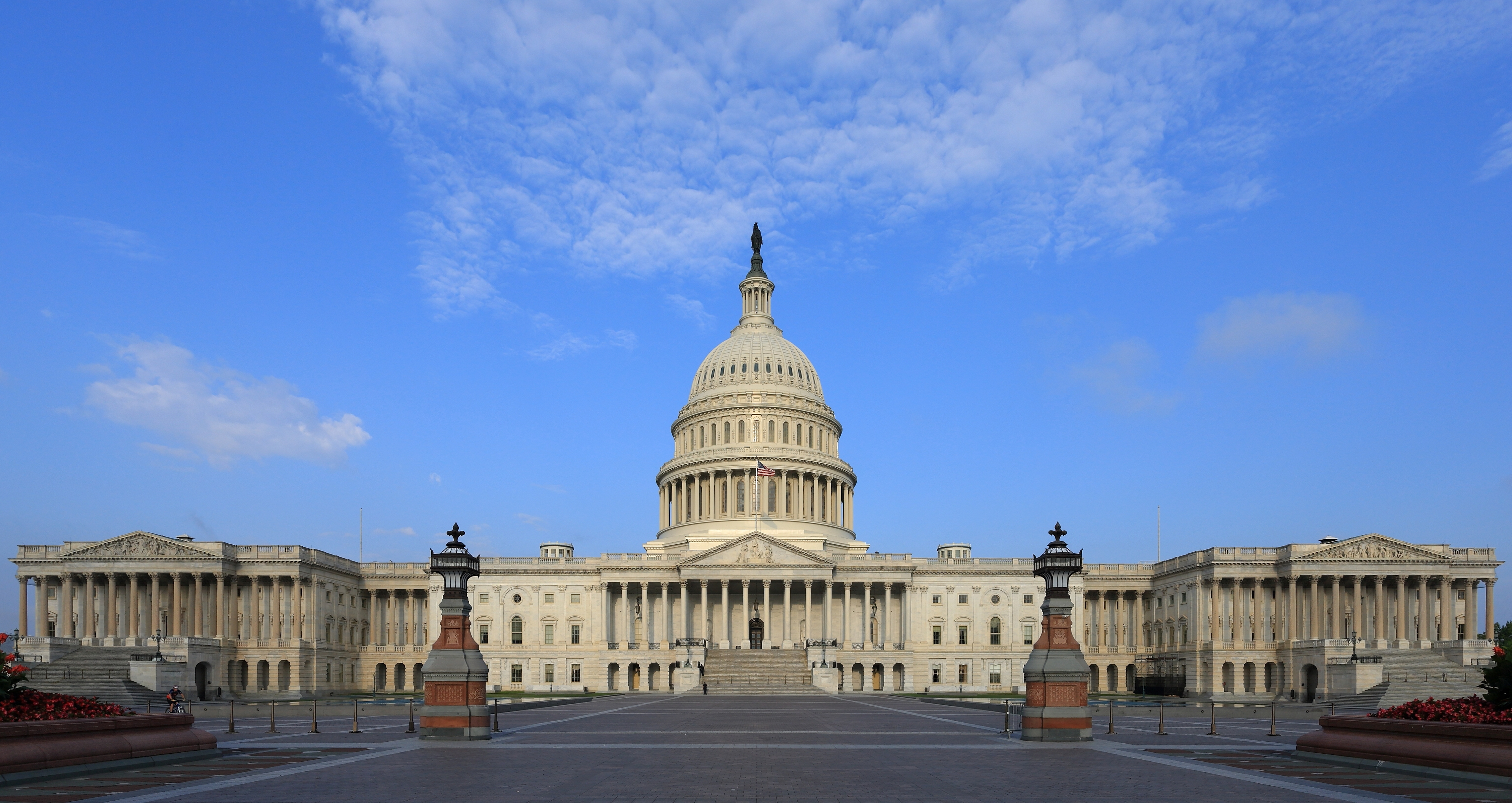
議事堂（東側正面）

## 影響
丸いドームを頂く連邦議会議事堂の建物の様式は各州の多くの州議会議事堂の雛形となっている（ルイジアナ州議会議事堂、ニューヨーク州議会議事堂、アイオワ州議会議事堂など例外はある）。

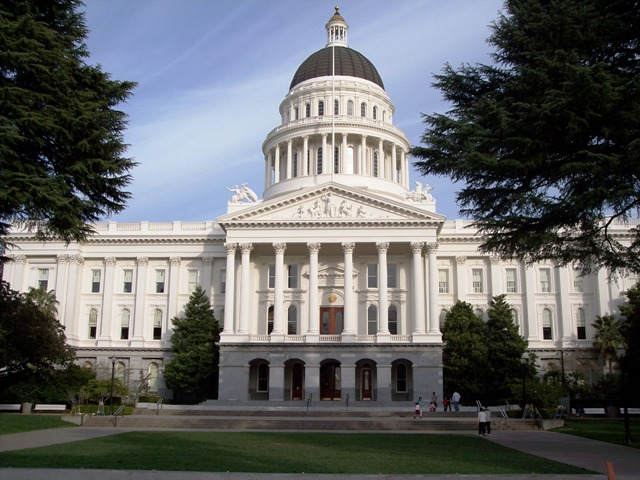
カリフォルニア州会議事堂
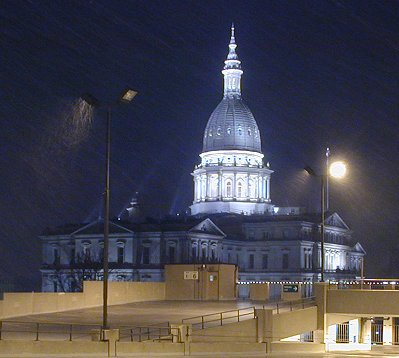
ミシガン州会議事堂
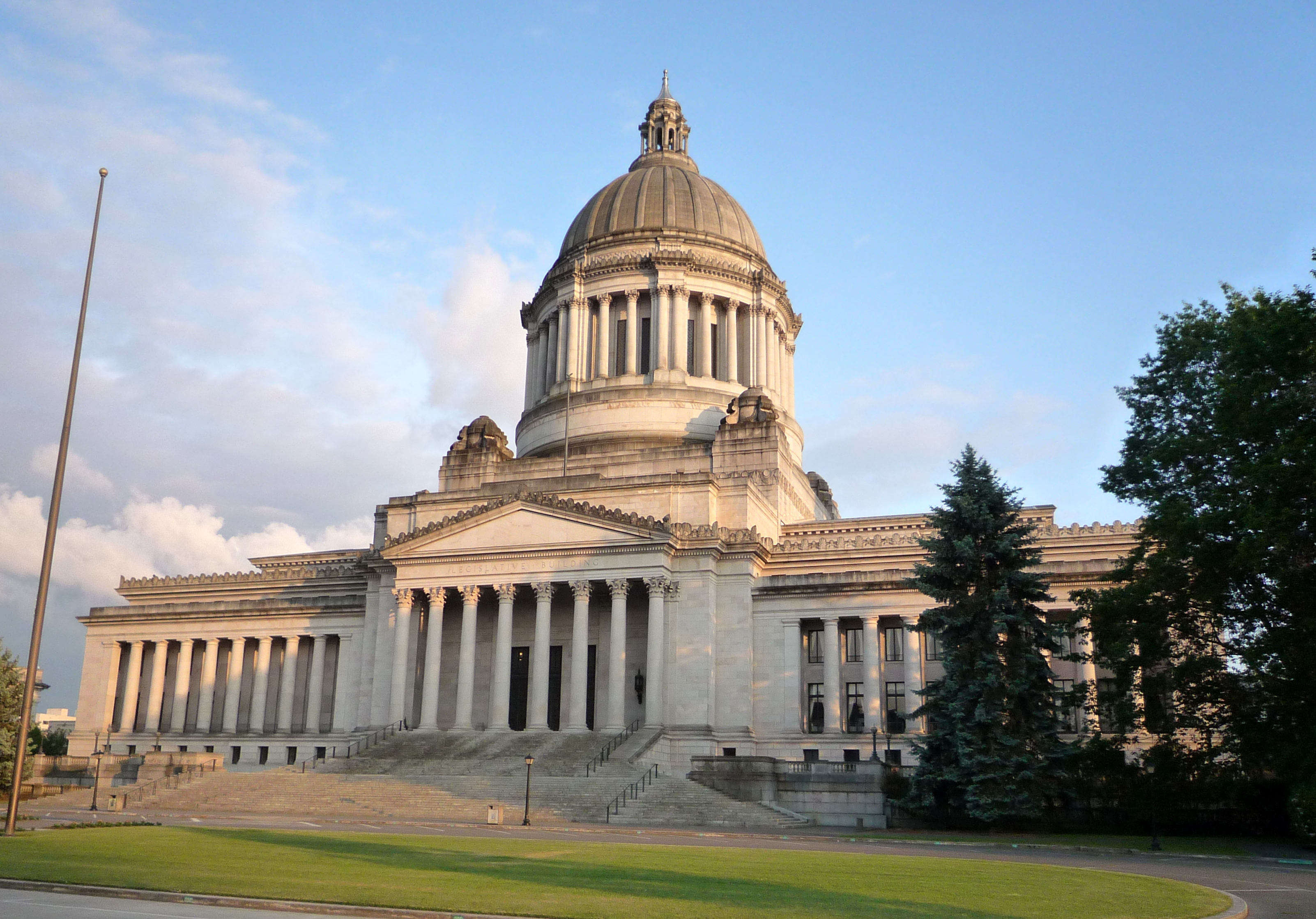
ワシントン州会議事堂
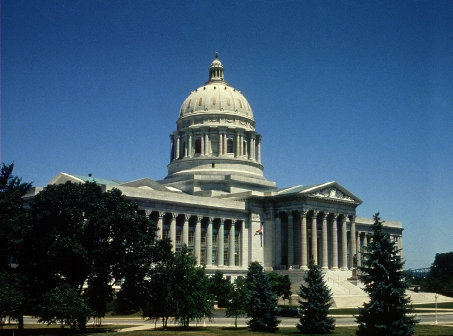
ミズーリ州会議事堂
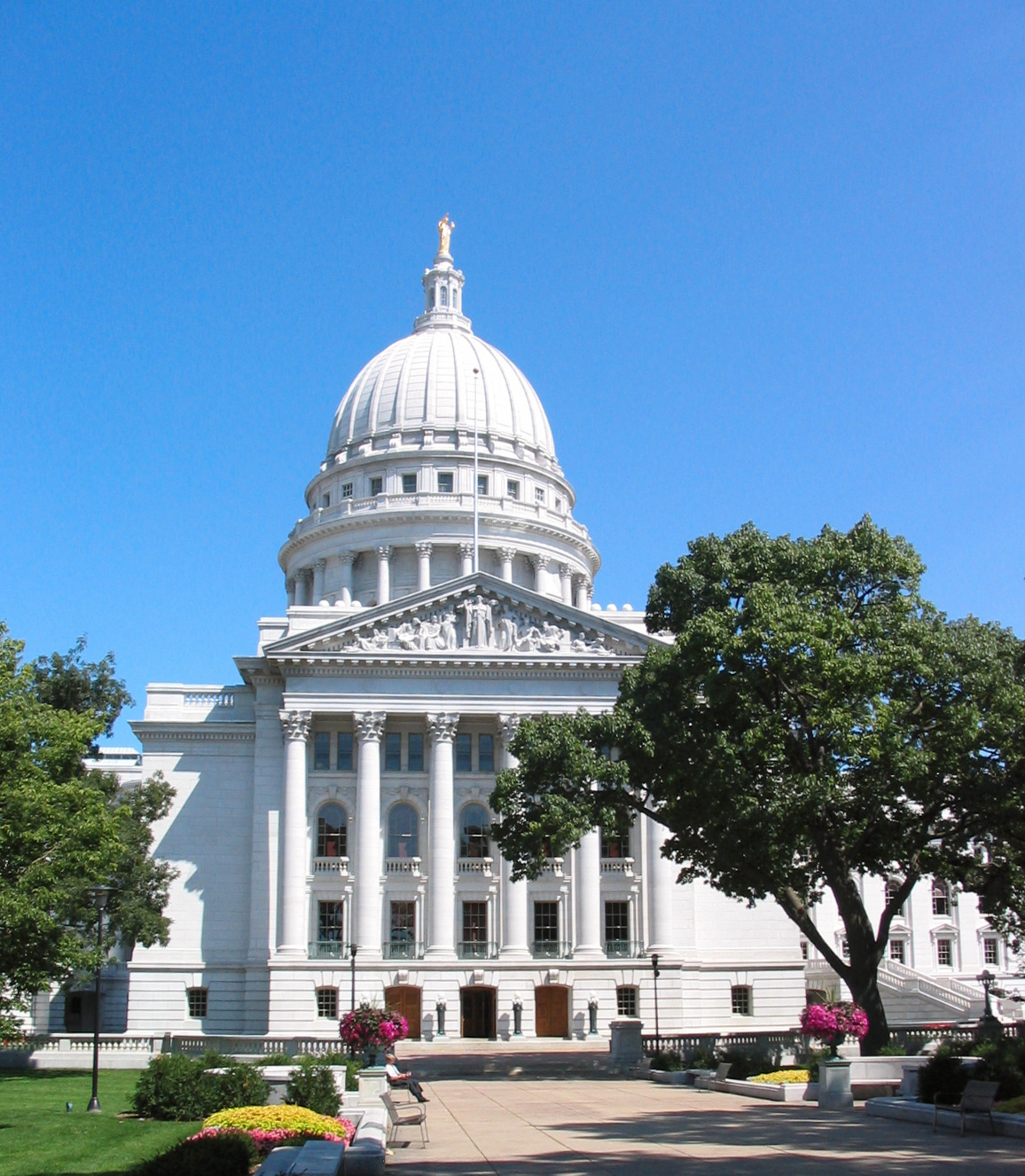
ウィスコンシン州会議事堂
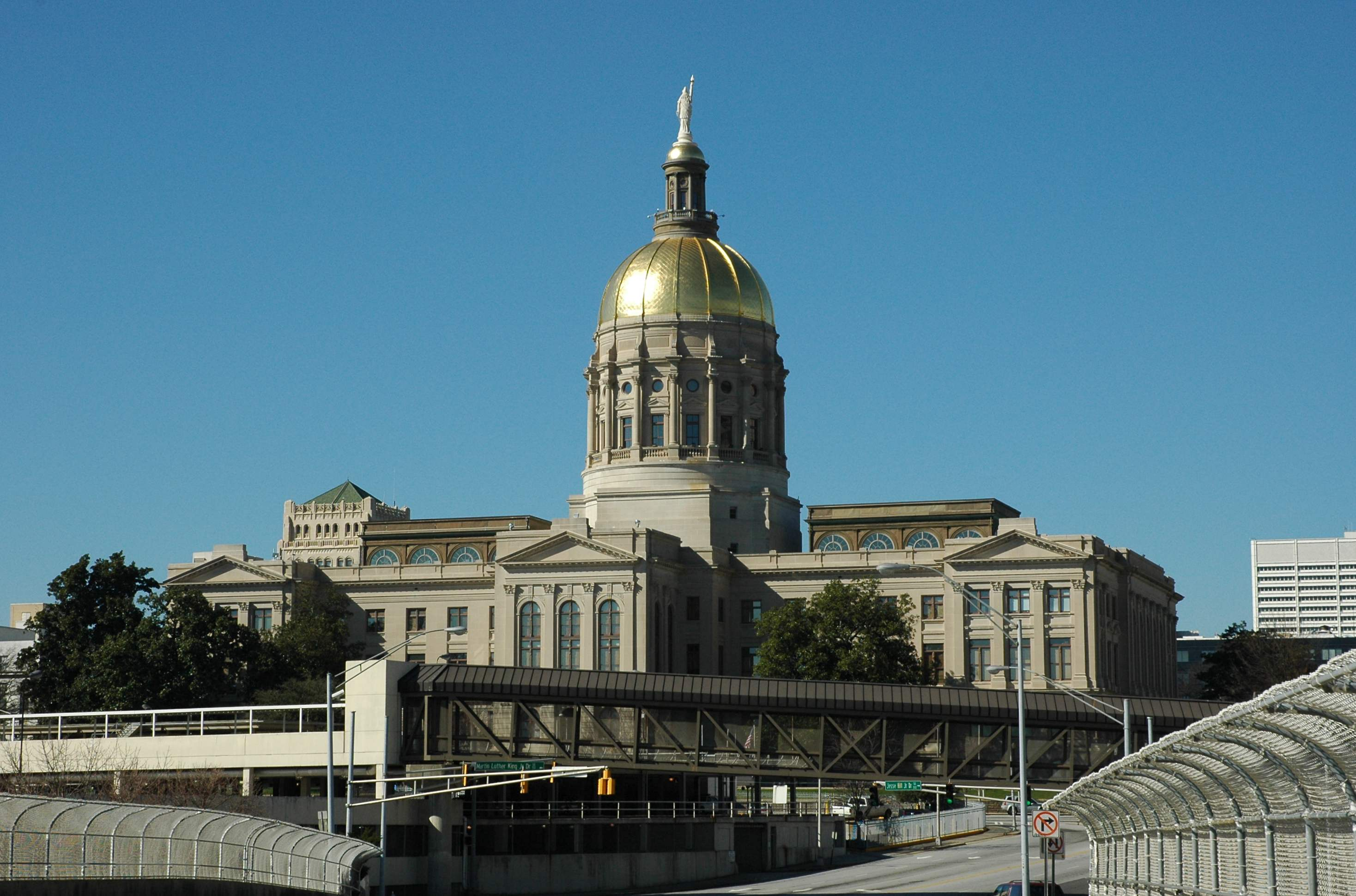
東側（背面）から見たジョージア州議会議事堂
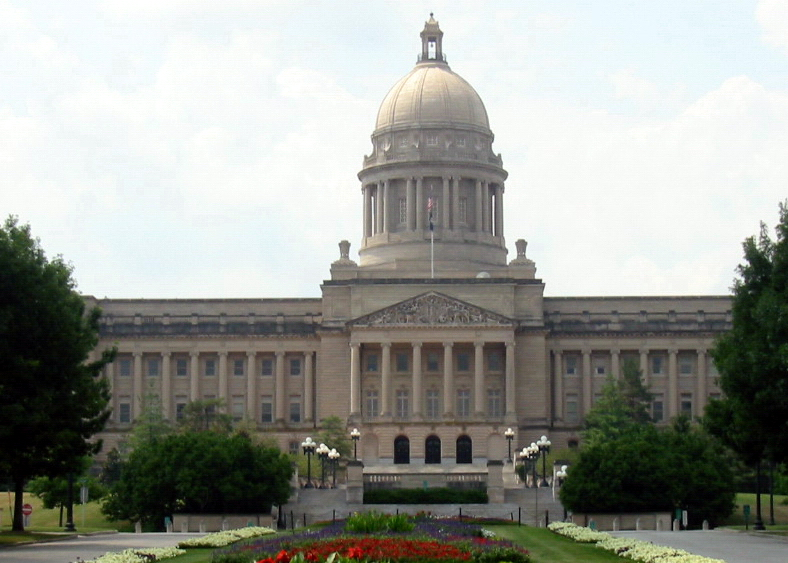
ケンタッキー州会議事堂
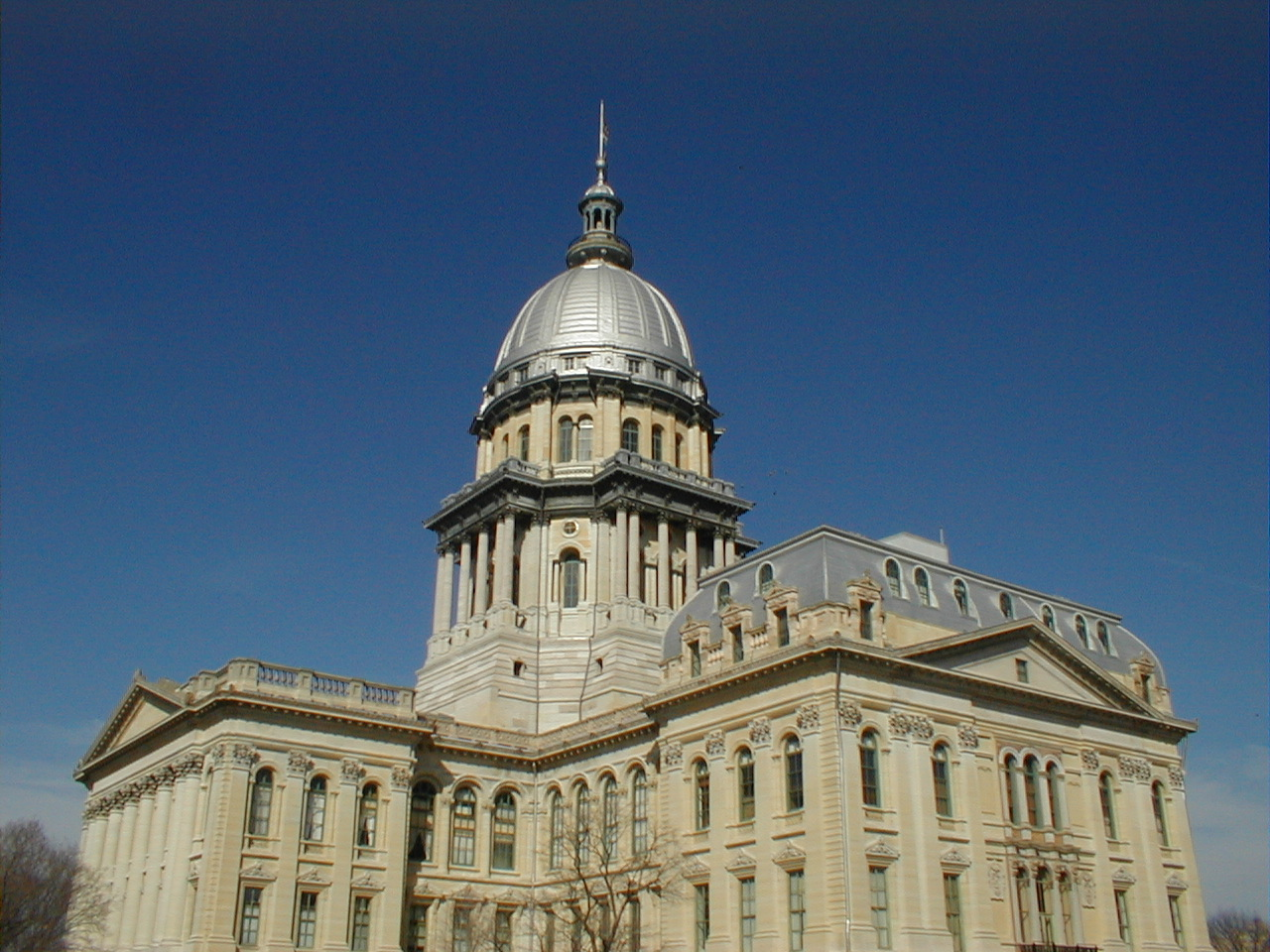
イリノイ州会議事堂
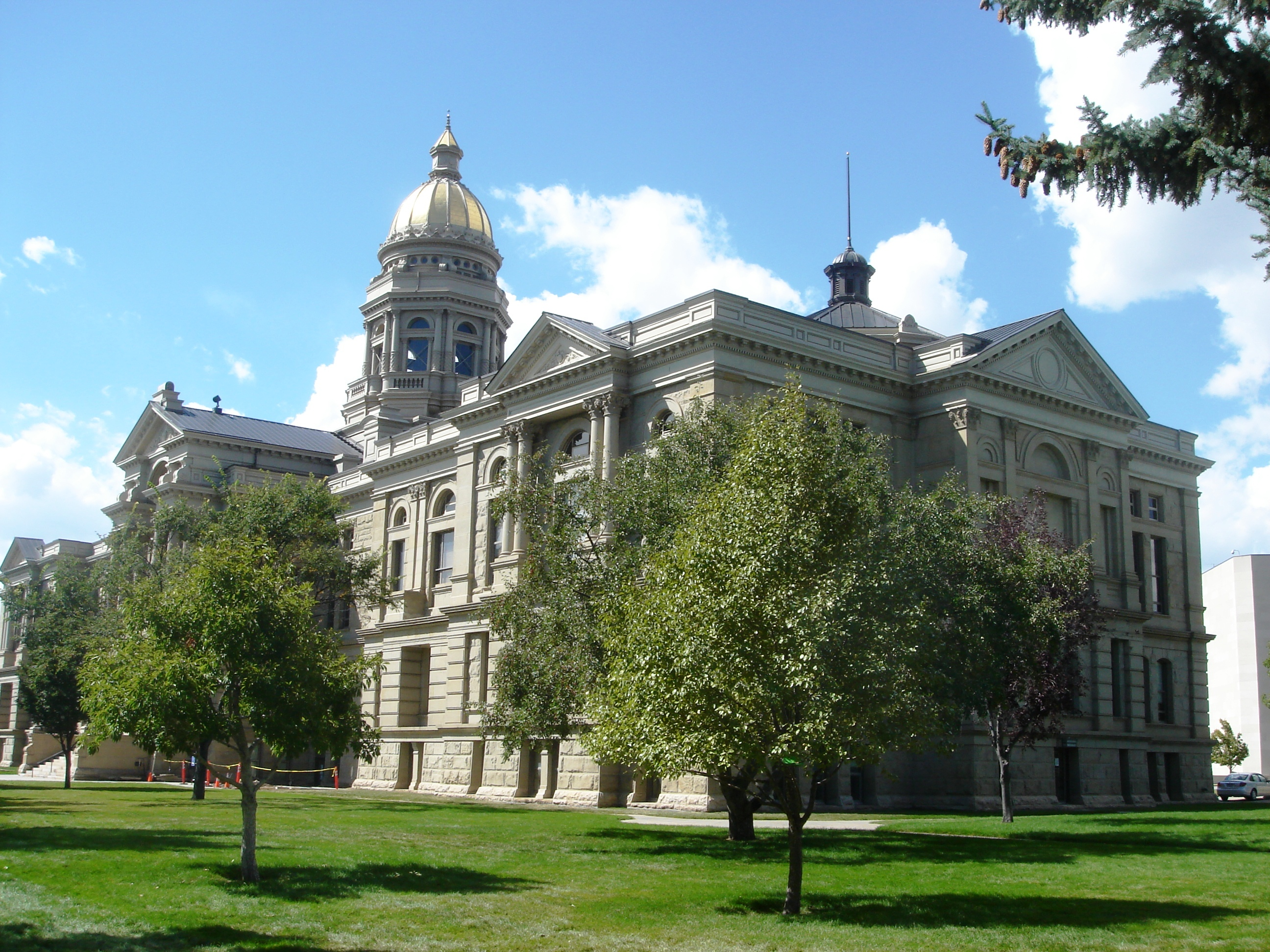
ワイオミング州会議事堂
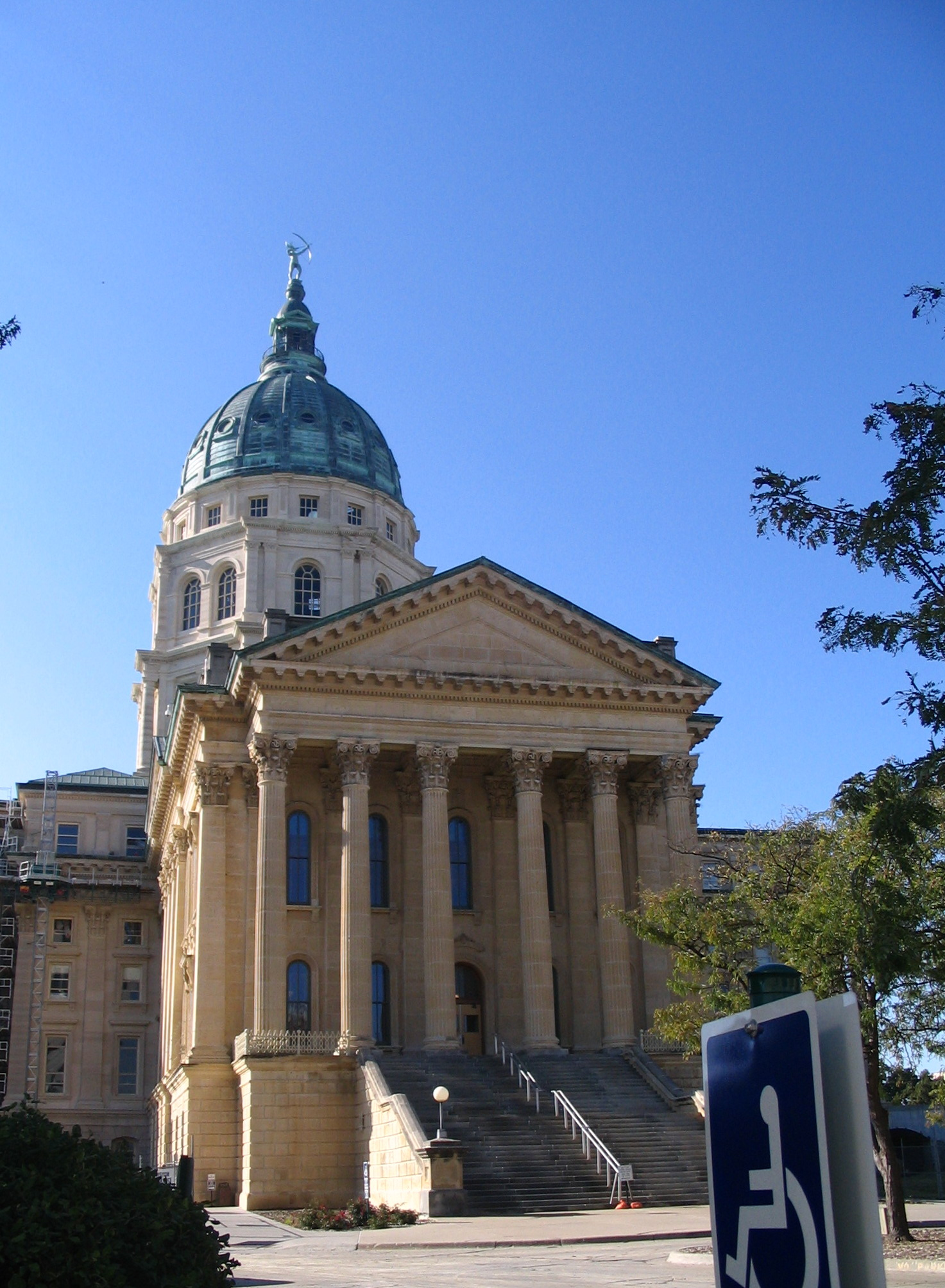
カンザス州会議事堂
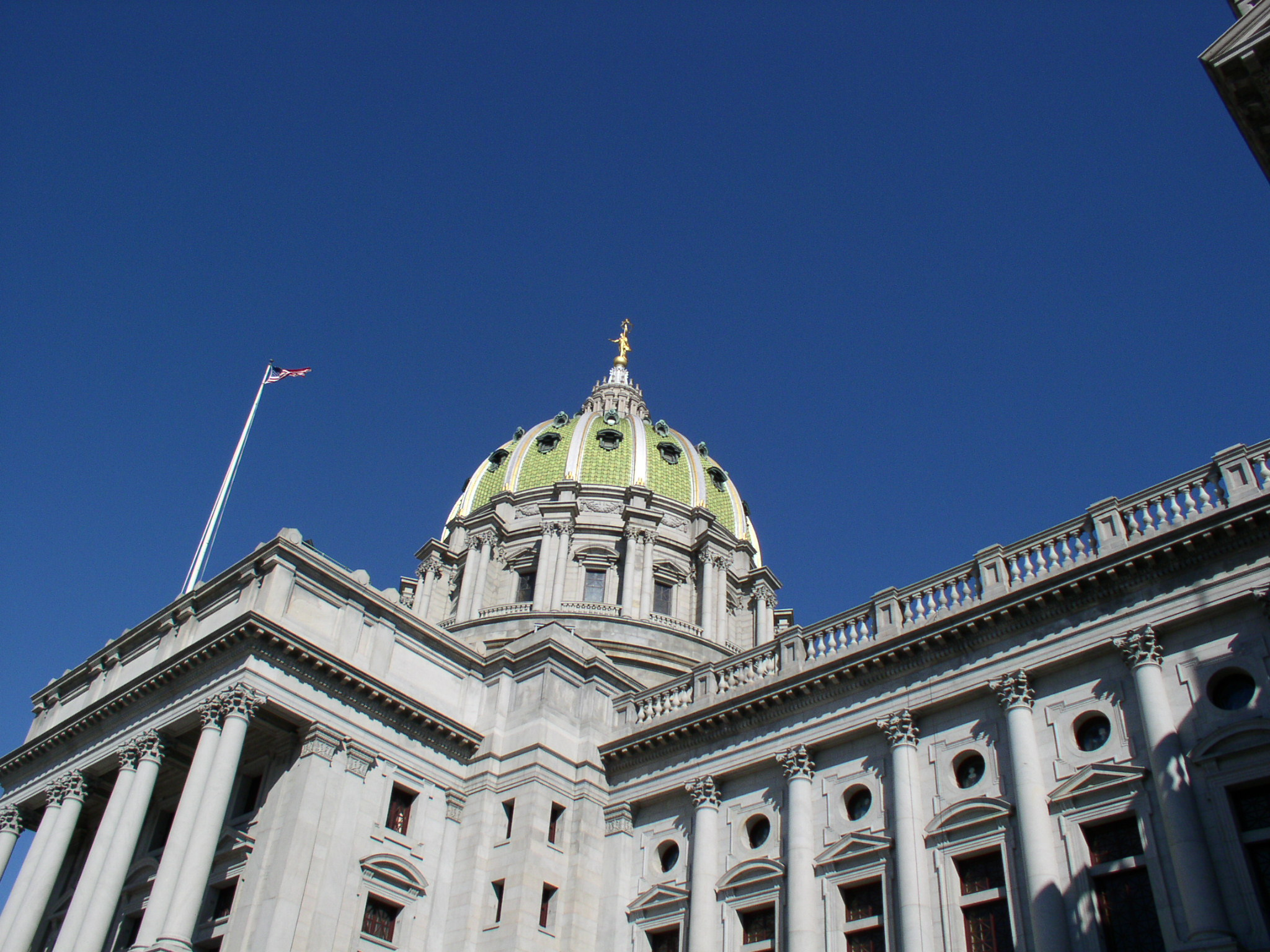
ペンシルベニア州会議事堂
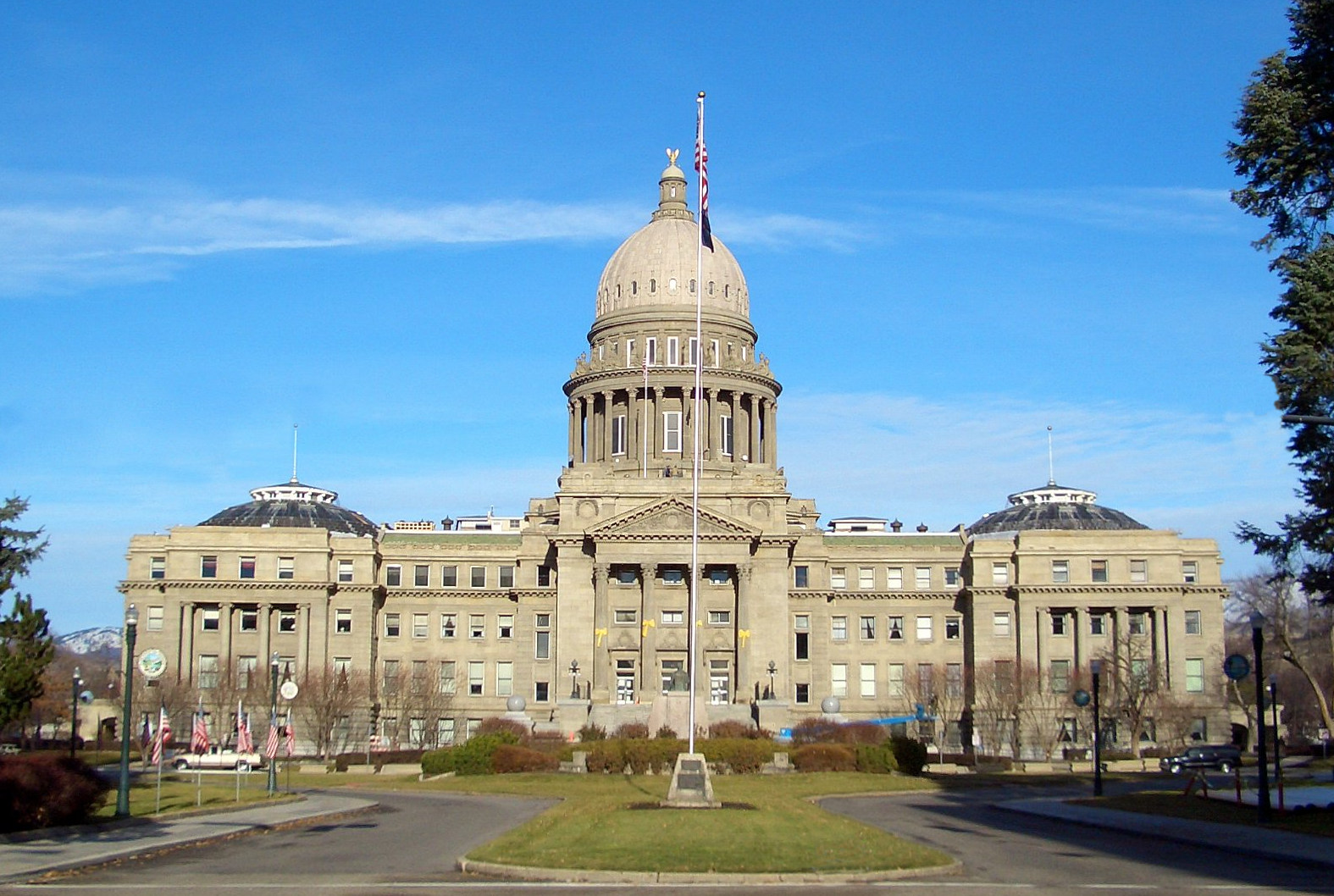
アイダホ州会議事堂

## 主な出来事

### イベント
米議会議事堂と敷地（キャピトル・ヒル）は、4年ごとに行われる大統領就任式をはじめとする大規模なイベントを主催してきた。就任式の際には、議事堂の正面に壇上と大階段が設置される。議事堂での年次イベントには、独立記念日の祝賀会やナショナル・メモリアルデー・コンサートが含まれる。
国葬においても重要な役割を果たし、式典前の公開安置には議事堂が使用される。元大統領、上院議員、およびその他の役人などが敬意を表して安置され、多数の一般市民が参列に訪れる。ジョン・F・ケネディやロナルド・レーガンなどの大統領から公民権運動活動家のローザ・パークス、あるいは1998年議事堂銃撃事件で死去した警察官ジェイコブ・チェスナットまで幅広い人々が安置されてきた。これまでに名誉を受けた民間人は4人。
2015年9月24日、フランシスコ教皇が、教皇として史上初めて米議事堂で演説を行った。

### トランプ大統領支持者による襲撃事件
2021年1月6日、民主党のジョー・バイデンが勝利した2020年アメリカ合衆国大統領選挙の結果を確定させる上下両院合同会議が開かれていた議事堂で、ドナルド・トランプ大統領の支持者らがバリケードを突破して議事堂内に侵入する事態が発生した。これにより議事堂は封鎖され、議会は中止、議長を務めるマイク・ペンス副大統領をはじめとする議員が避難するまでになった。催涙ガス対策にガスマスクを着けるよう指示されたことや銃声が聞こえるとSNSに書いた議員もいた。支持者らは上院の議場や、ナンシー・ペロシ下院議長の執務室などにも侵入した。襲撃した支持者の1人が法執行機関に銃で撃たれて死亡、対応していた警察官1名も死亡したほか、3人が議会周辺で亡くなったもと発表された。鎮圧後、次期大統領ジョー・バイデンはこの暴力を「反乱」と非難し、ペンス副大統領は「あなた方は勝利しなかった。」と述べた。連邦議会議事堂が攻撃を受けるのは、米英戦争のさなかにイギリス軍が火を放った1814年以来、約200年ぶりの事態であった。
この事件は、事実上敗北が確定したトランプ大統領が、合同会議に先立ちホワイトハウス前で開いた大規模集会で、敗北を絶対に認めないと重ねて表明し、支持者に対して議事堂に向かうよう呼び掛けていたことが原因と見られている。本人が暴動を想定していたかどうかは不明。支持者たちの議事堂侵入が始まると間もなくして、トランプは「議事堂警察を支持してください。本当にこの国の側にいる人たちなので。このまま平和的に！」と自制を促すツイートしたものの、選挙不正があったという発言を繰り返し、議事堂を襲撃した人々を「愛国者」と呼んだ。この影響で規約違反によりTwitterとFacebookなど多くのソーシャルメディアからアカウントを凍結された。
なお、合同会議は、混乱による中断のあと各州の選挙人による投票結果を承認して、バイデン次期大統領の当選が正式に確定した。

## 関連項目

キャピトル・グラウンドに建つ議事堂、西側から

## 登場する作品
- サバイバー: 宿命の大統領